# Seznam občin ve Slovinsku

Mapa občin

Toto je celkový seznam občin ve Slovinsku. Od roku 2011 je v zemi 212 občin, z nichž 11 má status městské občiny.

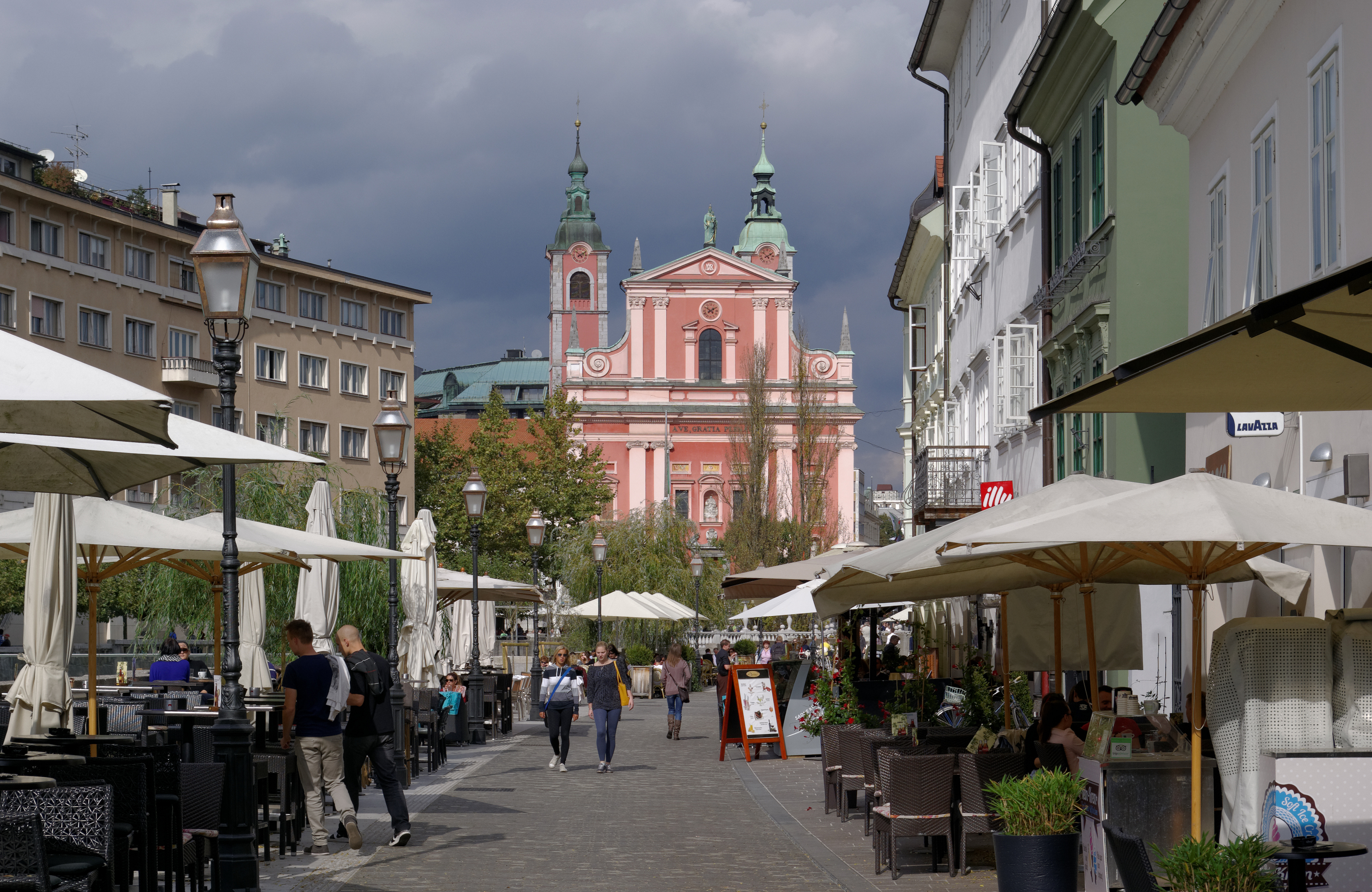
Lublaň

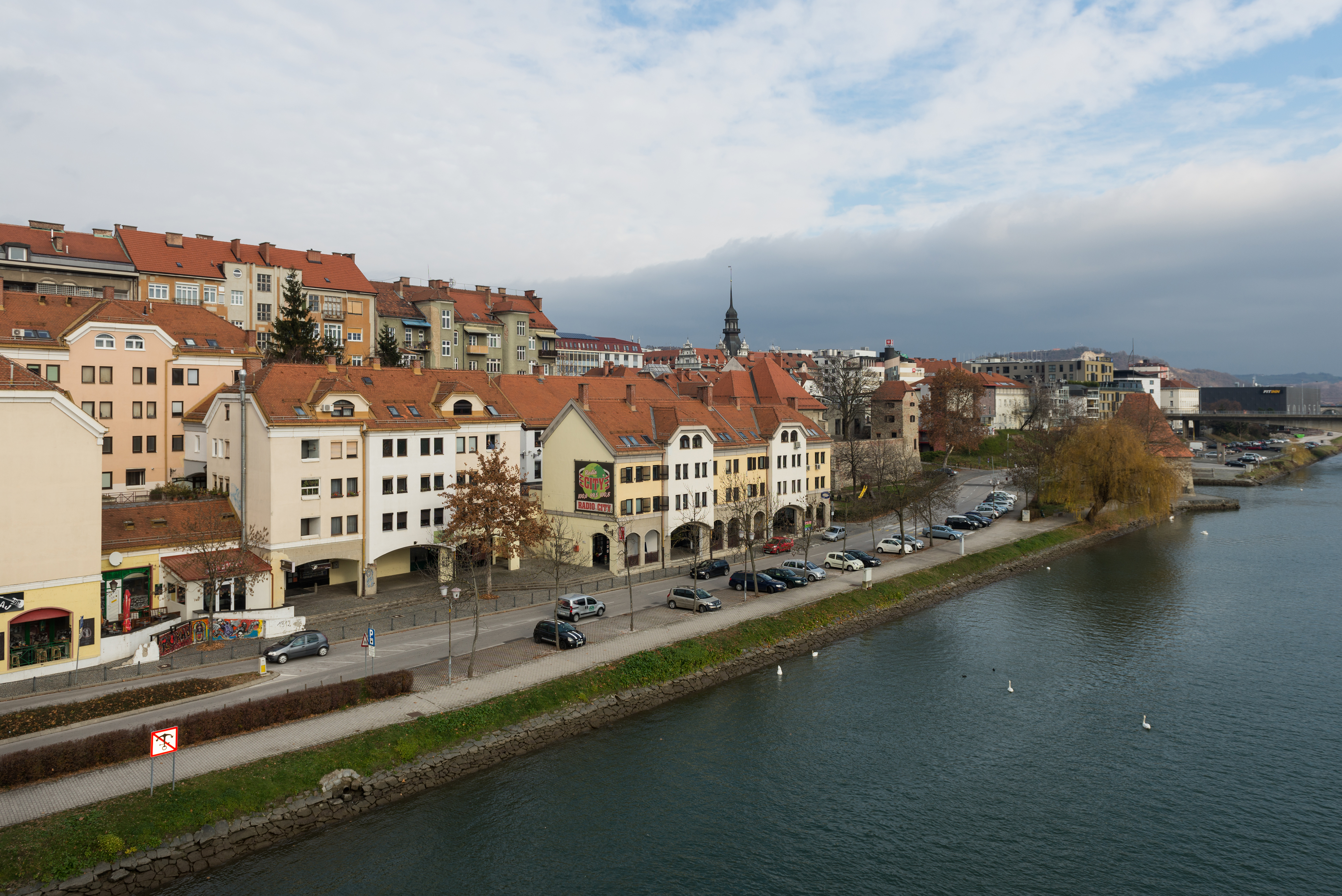
Maribor

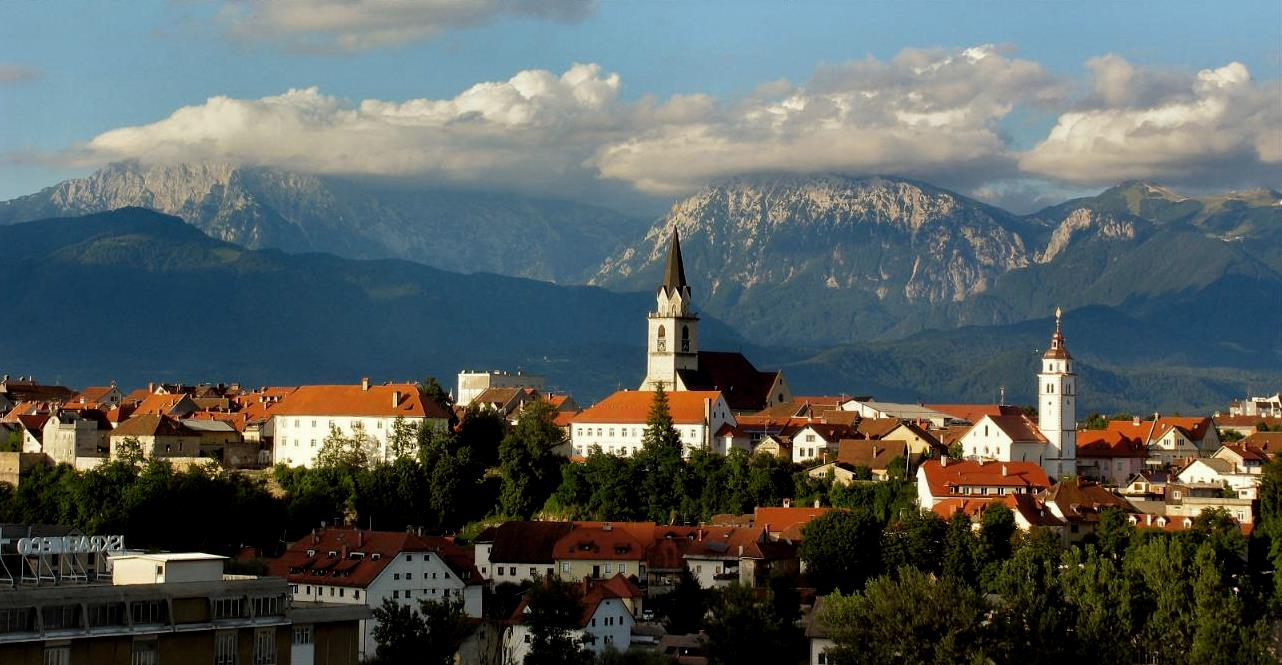
Kranj

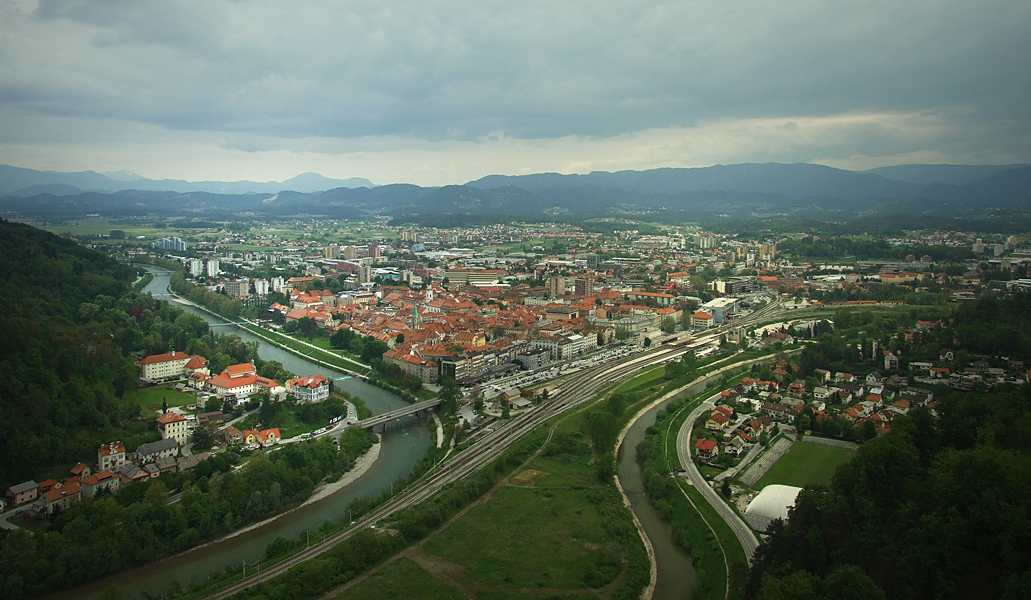
Celje

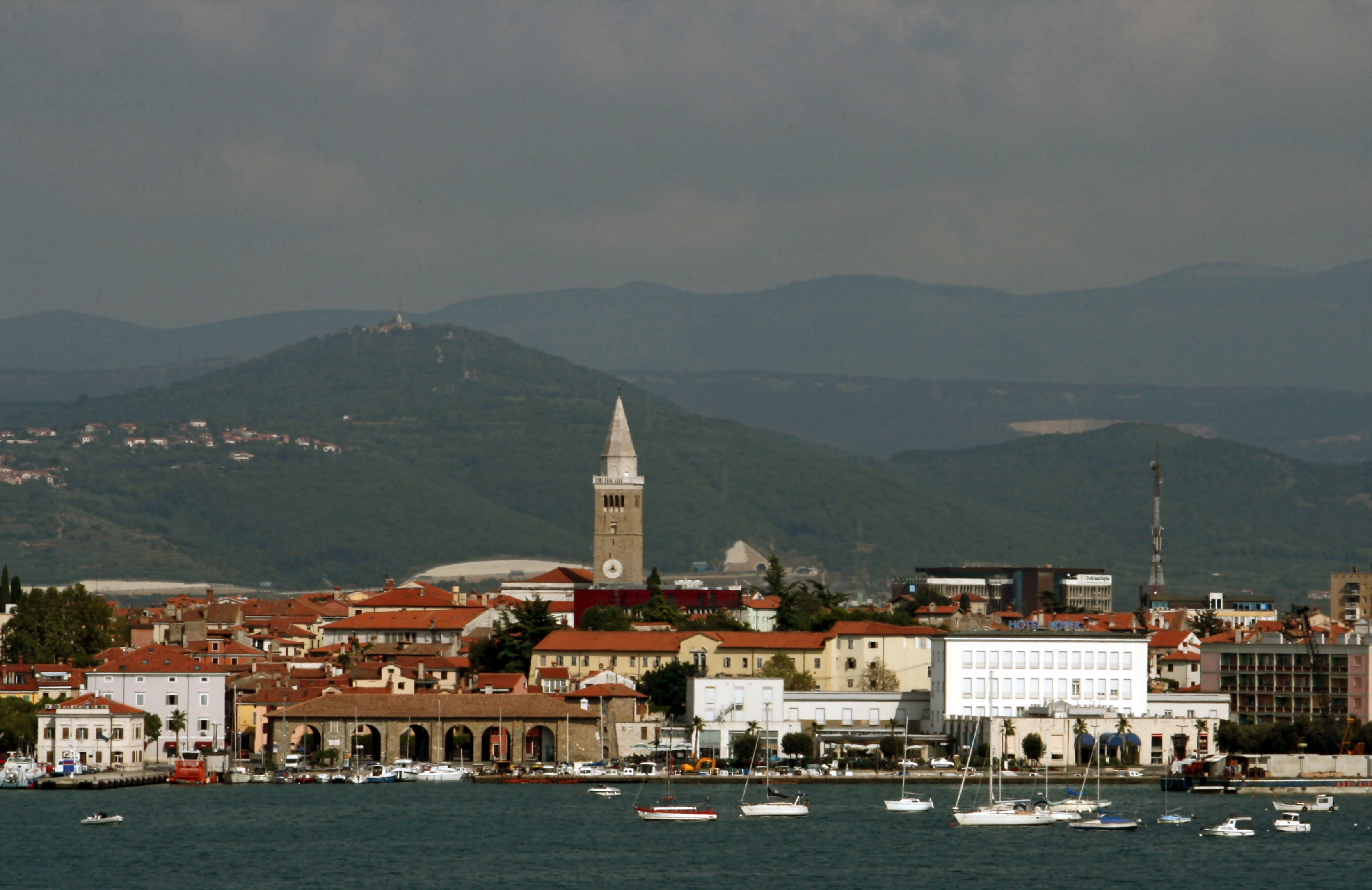
Koper

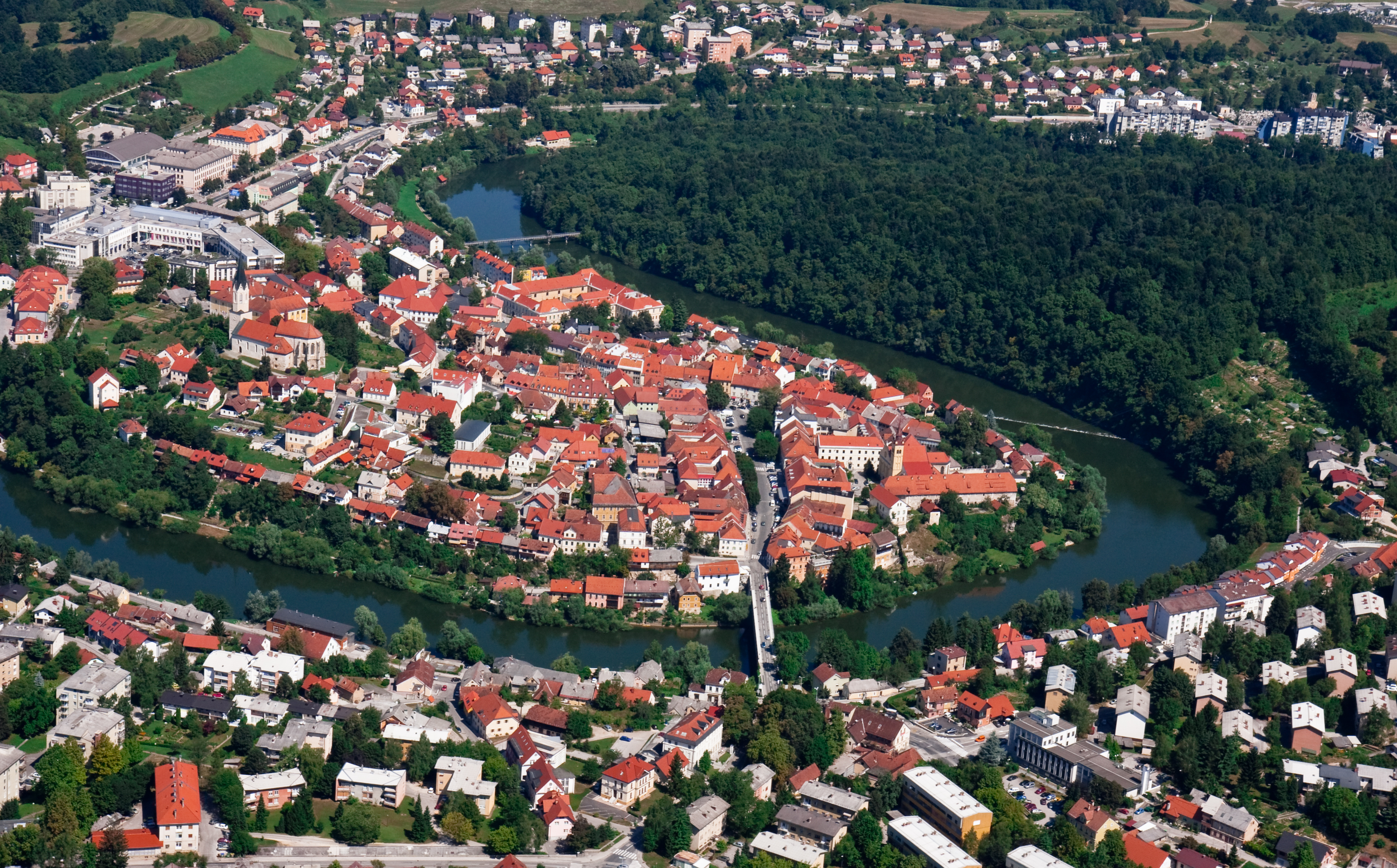
Novo Mesto

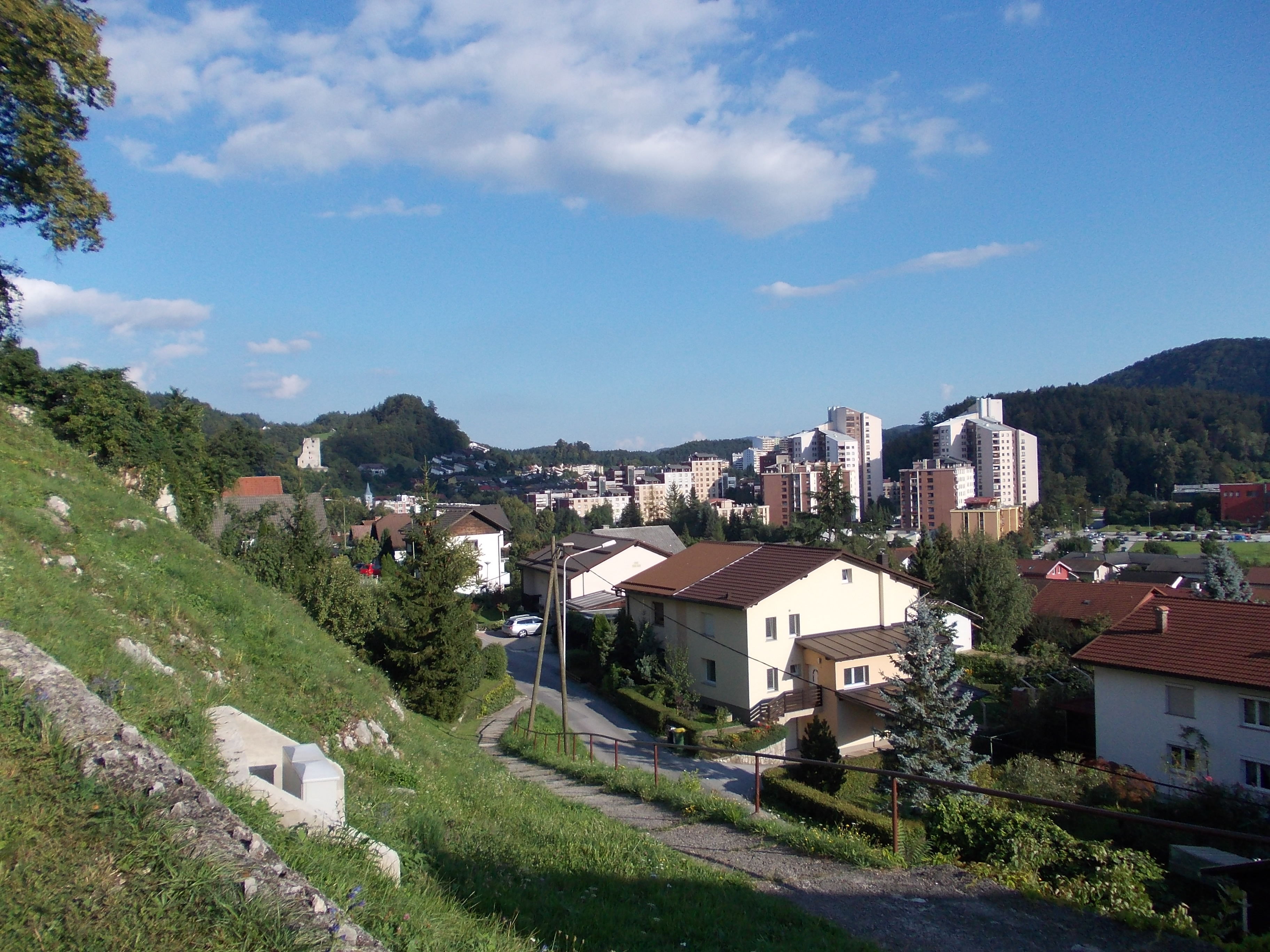
Velenje

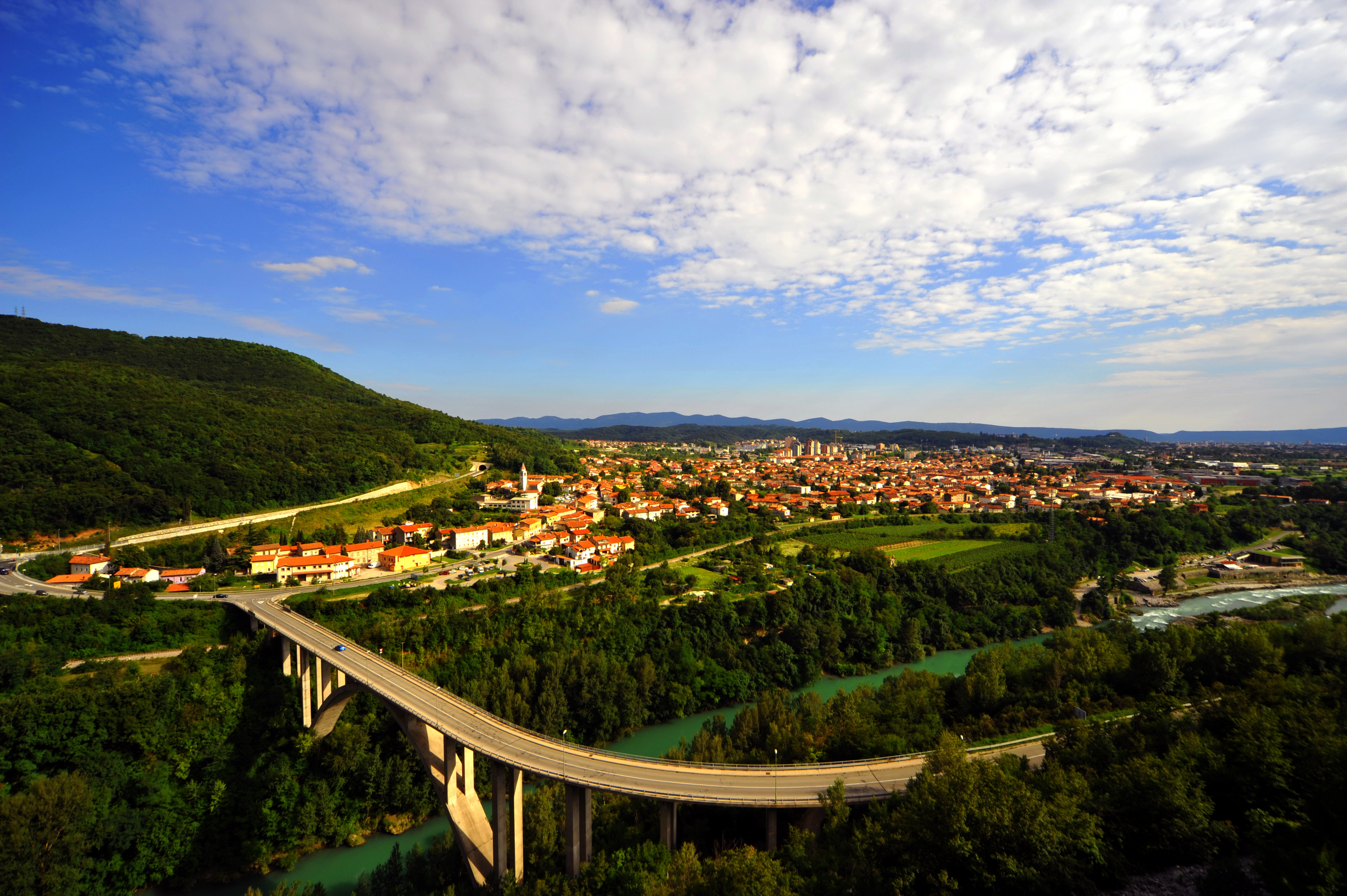
Nova Gorica

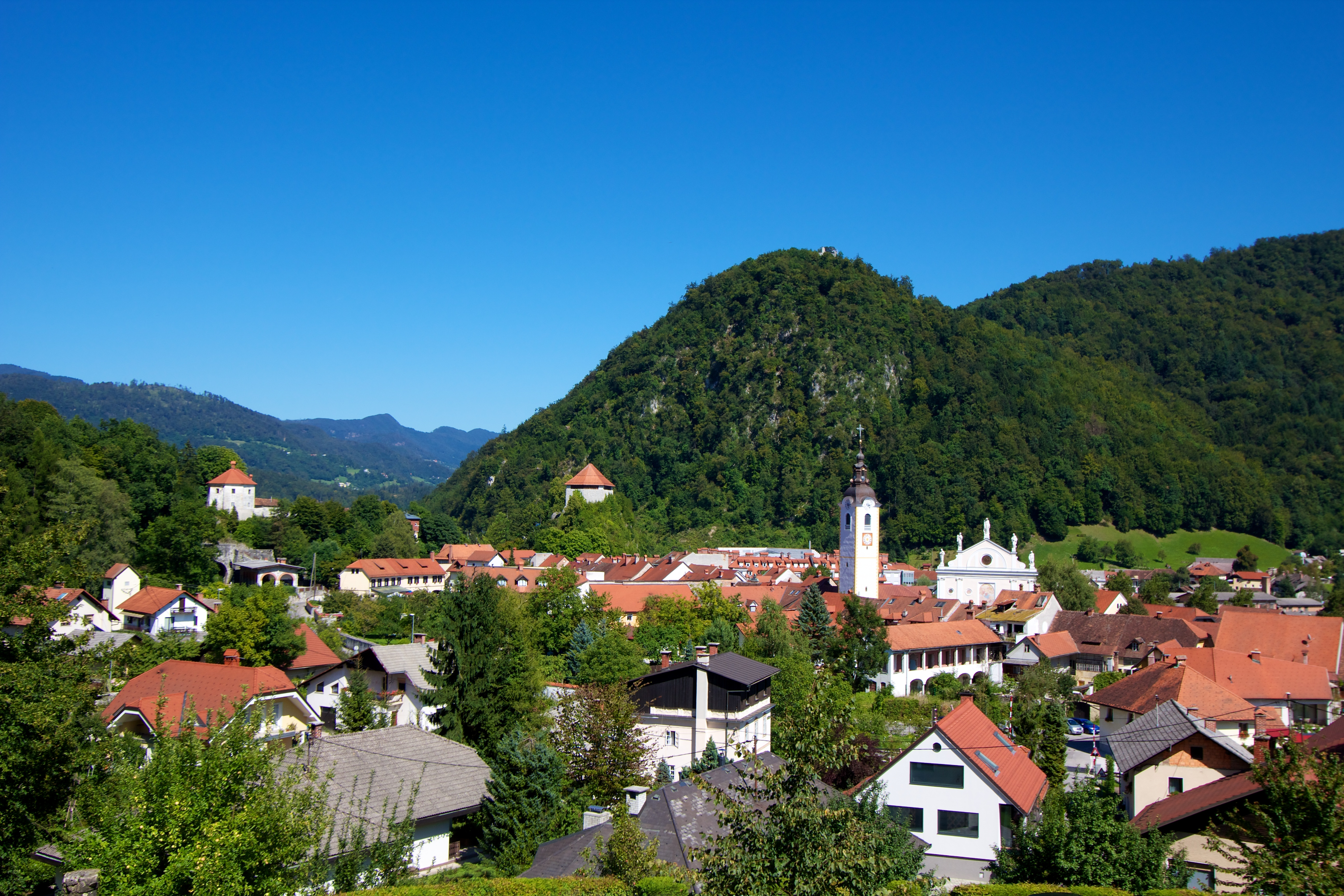
Kamnik

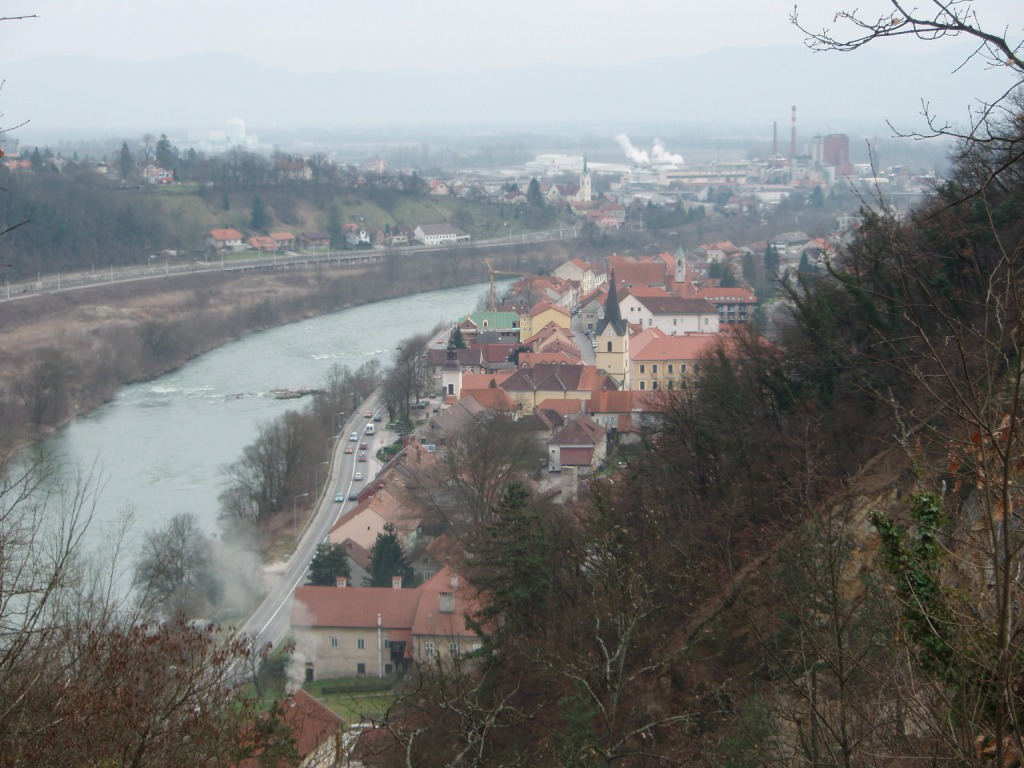
Krško

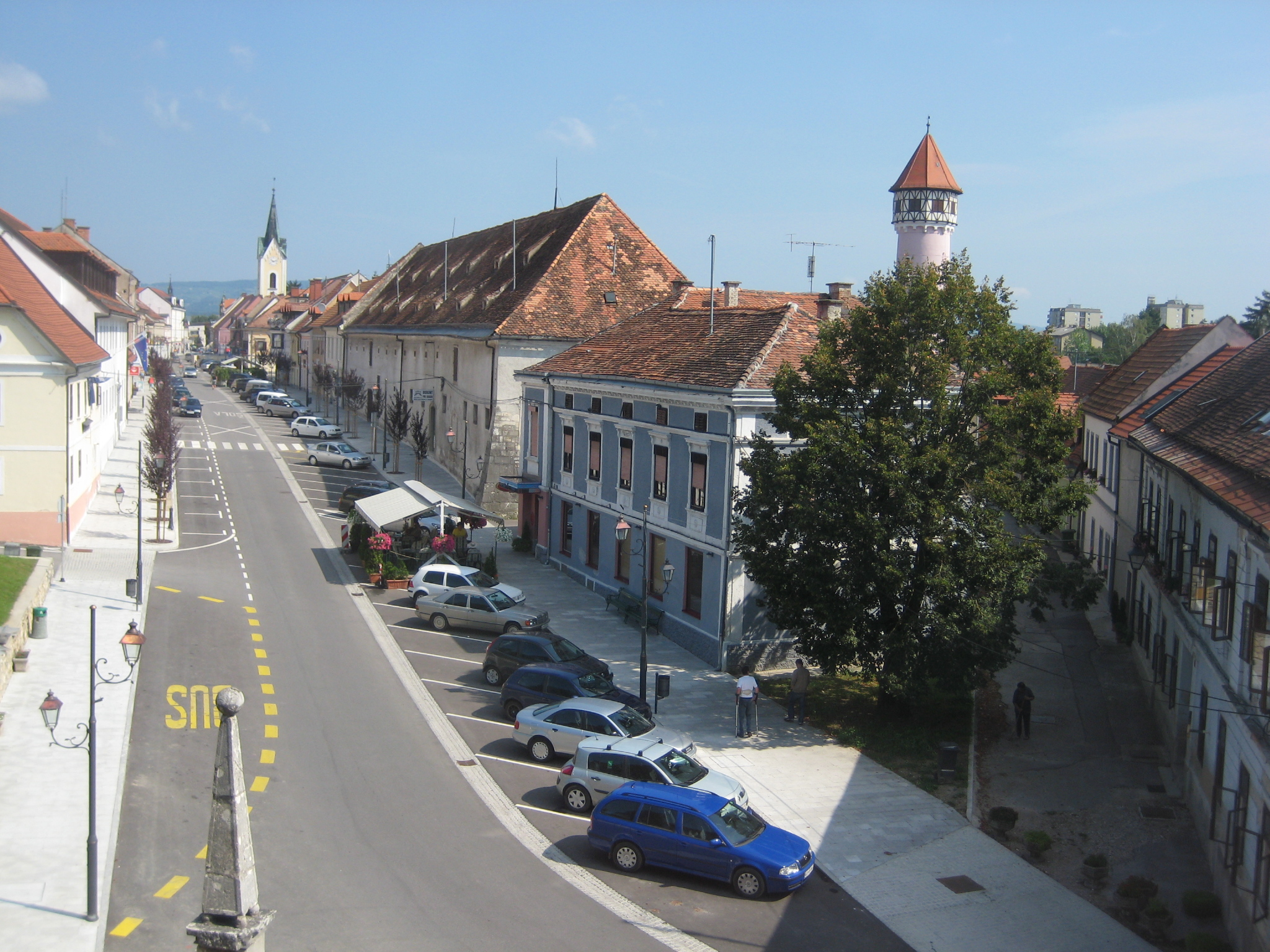
Brežice

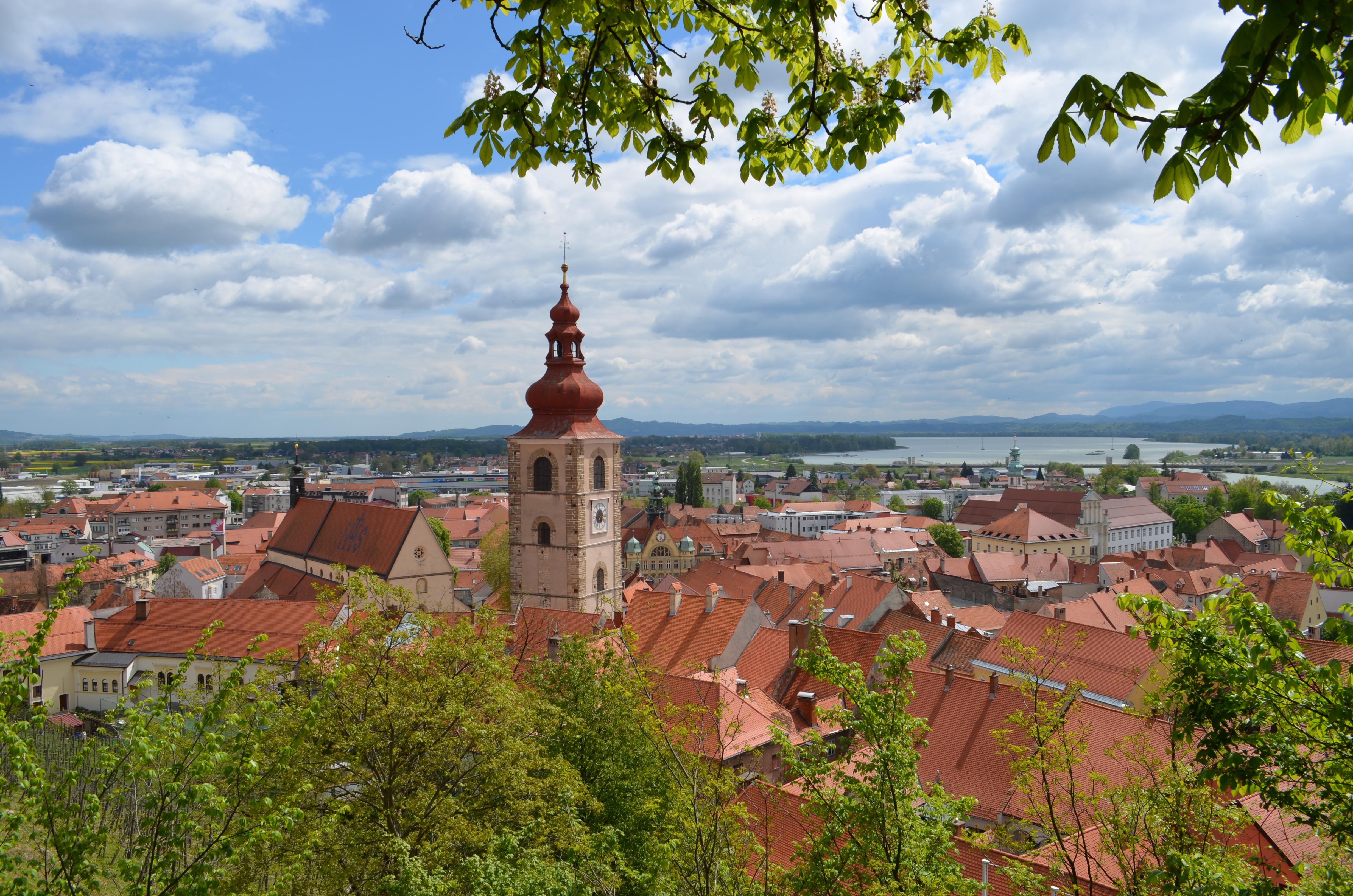
Ptuj

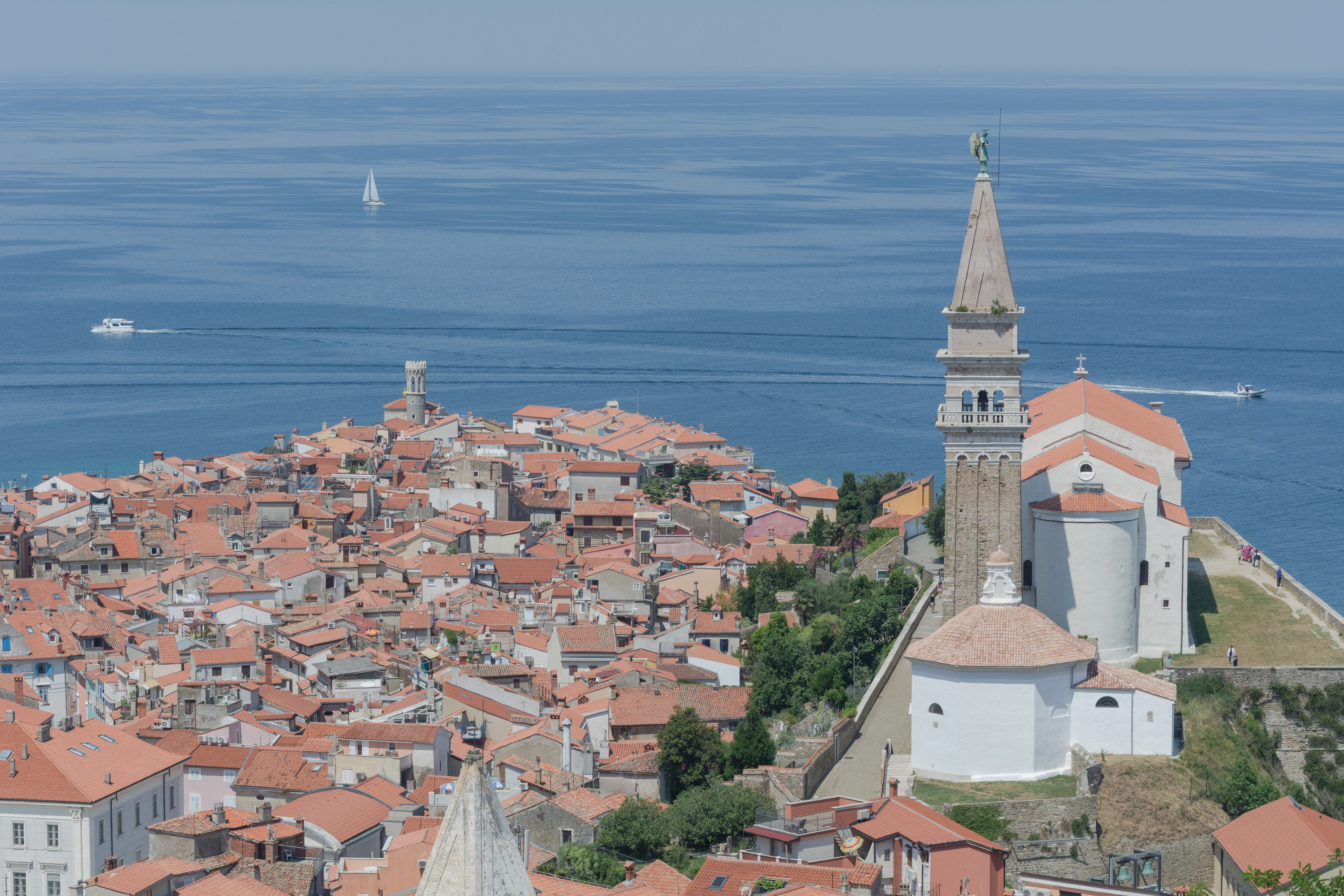
Piran

## A
| - Ajdovščina | - Ankaran | - Apače |

## B
| - Beltinci - Benedikt - Bistrica ob Sotli - Bled | - Bloke - Bohinj - Borovnica - Bovec | - Braslovče - Brda - Brezovica - Brežice |

## C, Č
| - Cankova - Cerklje na Gorenjskem - Celje - Cerknica | - Cerkno - Cerkvenjak - Cirkulane - Črenšovci | - Črna na Koroškem - Črnomelj |

## D
| - Destrnik - Divača - Dobje - Dobrepolje - Dobrna | - Dobrova-Polhov Gradec - Dobrovnik - Dol pri Ljubljani - Dolenjske Toplice - Domžale | - Dornava - Dravograd - Duplek |

## G
| - Gorenja vas-Poljane - Gorišnica - Gorje | - Gornja Radgona - Gornji Grad - Gornji Petrovci | - Grad - Grosuplje |

## H
| - Hajdina - Hoče-Slivnica | - Hodoš - Horjul | - Hrastnik - Hrpelje-Kozina |

## I
| - Idrija - Ig | - Ilirska Bistrica - Ivančna Gorica | - Izola |

## J
| - Jesenice | - Jezersko | - Juršinci |

## K
| - Kamnik - Kanal ob Soči - Kidričevo - Kobarid - Kobilje - Kočevje | - Komen - Komenda - Koper - Kostanjevica na Krki - Kostel - Kozje | - Kranj - Kranjska Gora - Križevci - Krško - Kungota - Kuzma |

## L
| - Laško - Lenart - Lendava - Litija - Ljubljana | - Ljubno - Ljutomer - Log-Dragomer - Logatec - Loška dolina | - Loški Potok - Lovrenc na Pohorju - Luče - Lukovica |

## M
| - Majšperk - Makole - Maribor - Markovci - Medvode - Mengeš - Metlika | - Mežica - Miklavž na Dravskem polju - Miren-Kostanjevica - Mirna - Mirna Peč - Mislinja - Mokronog-Trebelno | - Moravče - Moravske Toplice - Mozirje - Murska Sobota - Muta |

## N
| - Naklo - Nazarje | - Nova Gorica | - Novo Mesto |

## O
| - Odranci - Oplotnica | - Ormož | - Osilnica |

## P
| - Pesnica - Piran - Pivka - Podčetrtek - Podlehnik | - Podvelka - Poljčane - Polzela - Postojna - Prebold | - Preddvor - Prevalje - Ptuj - Puconci |

## R
| - Rače-Fram - Radeče - Radenci - Radlje ob Dravi - Radovljica | - Ravne na Koroškem - Razkrižje - Rečica ob Savinji - Renče-Vogrsko - Ribnica | - Ribnica na Pohorju - Rogaška Slatina - Rogašovci - Rogatec - Ruše |

## S, Š
| - Selnica ob Dravi - Semič - Sevnica - Sežana - Slovenj Gradec - Slovenska Bistrica - Slovenske Konjice - Sodražica - Solčava - Središče ob Dravi - Starše - Straža | - Sveta Ana - Sveta Trojica v Slovenskih goricah - Sveti Andraž v Slovenskih goricah - Sveti Jurij ob Ščavnici - Sveti Jurij v Slovenskih goricah - Sveti Tomaž - Šalovci - Šempeter-Vrtojba - Šenčur - Šentilj - Šentjernej - Šentjur | - Šentrupert - Škocjan - Škofja Loka - Škofljica - Šmarje pri Jelšah - Šmarješke Toplice - Šmartno pri Litiji - Šmartno ob Paki - Šoštanj - Štore |

## T
| - Tabor - Tišina - Tolmin | - Trbovlje - Trebnje - Trnovska vas | - Trzin - Tržič - Turnišče |

## V
| - Velenje - Velika Polana - Velike Lašče - Veržej | - Videm - Vipava - Vitanje - Vodice | - Vojnik - Vransko - Vrhnika - Vuzenica |

## Z, Ž
| - Zagorje ob Savi - Zavrč - Zreče | - Žalec - Železniki - Žetale | - Žiri - Žirovnica - Žužemberk |